# Liste der deutschen Botschafter in Vietnam
Vietnam war bis zum Ende des Indochinakrieges im Jahr 1954 Bestandteil Französisch-Indochinas. Die Niederlage Frankreichs in der Schlacht um Điện Biên Phủ bedeutete das Ende der französischen Kolonialherrschaft in Indochina. Auf der Genfer Indochinakonferenz wurde die Teilung Vietnams entlang des 17. Breitengrades in die (nördliche) Demokratische Republik Vietnam (Hauptstadt Hanoi) und die (südliche) Republik Vietnam (Hauptstadt Saigon) beschlossen.

## In Südvietnam
Die Regierung der Bundesrepublik Deutschland richtete am 12. Juni 1957 eine Gesandtschaft in Saigon ein, die am 25. April 1960 in eine Botschaft umgewandelt wurde.
Die Botschaft lag an der Võ Tánh-Street Nr. 217 (heute Nguyễn Trãi 217), einer Hauptstraße, in der sich auch die Government of the Republic of Vietnam (GVN) befand, die dort ein National Police Interrogation Center (NPIC) betrieb.
| Ernennung/ Akkreditierung | Name                        | Besonderheiten | Posten verlassen |
| ------------------------- | --------------------------- | --- | ---------------- |
| 1960                      | York Alexander von Wendland | Juni 1964 |                  |
| Juli 1964                 | Günther Schlegelberger      | | Nov. 1965        |
|                           | Hans Schmidt-Horix          | Ende März 1966 verhandelte er mit dem südvietnamesischen Außenminister Tran Van Do die Einsatzbedingungen der Helgoland. |                  |
| Nov. 1965                 | Hasso Rüdt von Collenberg   | als Geschäftsträger | Aug. 1966        |
| 1966                      | Wilhelm Kopf                | | Okt. 1968        |
| Okt. 1968                 | Horst von Rom               | | 1974             |
| 13. Nov. 1974             | Heinz Dröge                 | | 24. Apr. 1975    |

## In Nordvietnam
Am 16. Dezember 1954 fasste der Ministerrat der DDR den Beschluss zur Aufnahme diplomatischer Beziehungen zur Demokratischen Republik Vietnam. Erster Botschafter der DDR in Hanoi wurde (neben seiner Funktion als Botschafter in der Volksrepublik China) Johannes König.
Die DDR-Botschaft hatte ihren Ursprung in einer Handelsvertretung, sie wurde im Laufe der Jahre stetig baulich vergrößert. Ende der 1970er Jahre waren hier etwa 50 Mitarbeiter tätig.
| Name              | Amtszeit  |
| ----------------- | --------- |
| Johannes König    | 1954–1955 |
| Rudolf Pfützner   | 1955–1959 |
| Eduard Claudius   | 1959–1961 |
| Karl Nohr         | 1961–1963 |
| Wolfgang Bergold  | 1963–1969 |
| Klaus Willerding  | 1969–1972 |
| Dieter Doering    | 1972–1978 |
| Klaus Zorn        | 1978–1982 |
| Hermann Schwiesau | 1982–1986 |
| Joachim Löschner  | 1986–1990 |

Nach dem Vietnamkrieg kam es 1976 zur Wiedervereinigung des Landes, und die Botschaft der Bundesrepublik Deutschland wechselte nach Hanoi.
| Name                           | Amtszeit       |
| BR Deutschland                 | BR Deutschland |
| ------------------------------ | -------------- |
| Peter Scholz                   | 1976–1978      |
| Reinhard Holubek               | 1978–1980      |
| Claus Vollers                  | 1981–1984      |
| Geert-Hinrich Ahrens           | 1984–1986      |
| Joachim Broudré-Gröger         | 1986–1990      |
| Jürgen Elias                   | 1990–1993      |
| Klaus-Christian Kraemer        | 1993–1997      |
| Wolfgang Erck                  | 1997–1999      |
| Wolfgang Massing               | 2000–2003      |
| Christian-Ludwig Weber-Lortsch | 2003–2007      |
| Rolf Peter Gottfried Schulze   | 2007–2011      |
| Claus Wunderlich               | 2011–2012      |
| Jutta Frasch                   | 2012–2015      |
| Christian Berger               | 2016–2019      |
| Guido Hildner                  | 2019–2024      |
| Helga Barth                    | 2024–          |